# Эштеван да Гама (XVI век)
Эштеван да Гама (порт. Estêvão da Gama; ок. 1505 — 1576) — португальский мореплаватель и военный деятель, губернатор Португальской Индии в 1540—1542 годах.
Второй сын великого мореплавателя Васко да Гамы и Катарины де Атайде. Назван был, вероятно, в честь деда по отцовской линии, португальского рыцаря Эштевана да Гамы (1430—1497)
В 1524 году, когда его отец отправился в Индию, вице-королём которой он был назначен, Эштеван сопровождал его в должности командующего флотом. Затем, уже в 1529 году, получил назначение в крепость Сан-Жоржи-да-Мина (ныне Эльмина) в качестве губернатора португальской колонии на Золотом Берегу. Там он провел несколько лет, а после этого заменил своего брата Паулу на посту губернатора Малакки.
В 1540 году умер губернатор Португальской Индии Гарсия де Норонья, и на его место король назначил Эштевана да Гаму, который к тому времени имел большой опыт как в административных делах, так и в военных. Под руководством нового губернатора в Гоа была снаряжена флотилия для рейда в Красное море. 31 декабря 1540 года армада Эштевана да Гамы вышла из Гоа и 27 января 1541 года достигла Адена. Португальцам удалось провести несколько успешных морских боев и продвинуться до самого Суэца, однако попытка штурма турецкой морской базы не принесла успеха. На обратном пути, в порту Массава, был высажен на сушу отряд из 400 воинов и 130 рабов под командованием младшего брата губернатора, Криштована да Гамы, который должен был направиться на помощь императору Эфиопии. Криштован да Гама погиб в этом походе в 1542 году, но в целом миссия его отряда увенчалась успехом.
В 1542 году Эштеван да Гама, передав полномочия Мартину Афонсу де Соуза, вернулся в Португалию, где стал губернатором Лиссабона.